# Hlavní nádraží (metrostation)
Hlavní nádraží is een metrostation van de metro van Praag. Het op 9 mei 1974 geopende station is onderdeel van het spoorwegstation Praha hlavní nádraží, het hoofdstation van Praag.
Hlavní nádraží is aangesloten op lijn C van de metro van Praag en ligt tussen de overstapstations Muzeum (naar lijn A) en Florenc (naar lijn B) in.
Letňany · Prosek · Střížkov · Ládví · Kobylisy · Nádraží Holešovice · Vltavská · Florenc · Hlavní nádraží · Muzeum · I. P. Pavlova · Vyšehrad · Pražského povstání · Pankrác · Budějovická · Kačerov · Roztyly · Chodov · Opatov · Háje